# Pegylis salernei
Pegylis salernei är en skalbaggsart som beskrevs av Marc Lacroix 2008. Pegylis salernei ingår i släktet Pegylis och familjen Melolonthidae. Inga underarter finns listade i Catalogue of Life.